# Moritzburg (Sajonia)
Moritzburg es una localidad situada en el distrito de Meißen, en Sajonia, Alemania, aproximadamente a mitad de camino entre Meißen y Dresde. Es famosa por su castillo barroco.
El pueblo adquirió el derecho de mercado en 1675. En 1828 se establecieron en Moritzburg los establos reales. En 1884, Moritzburg fue conectada mediante un ferrocarril de vía estrecha con la capital del distrito Radebeul y con Radeburg. La pintora alemana Käthe Kollwitz vivió en un edificio de Moritzburg llamado "Rüdenhof" desde 1944 hasta su muerte el 22 de abril de 1945, por invitación del príncipe Ernesto Enrique de Wettin. En 1995 se abrió allí un pequeño museo.

## Ciudades hermanadas
- Cochem, Alemania.